# Lümbacher Windmühle Clarissa

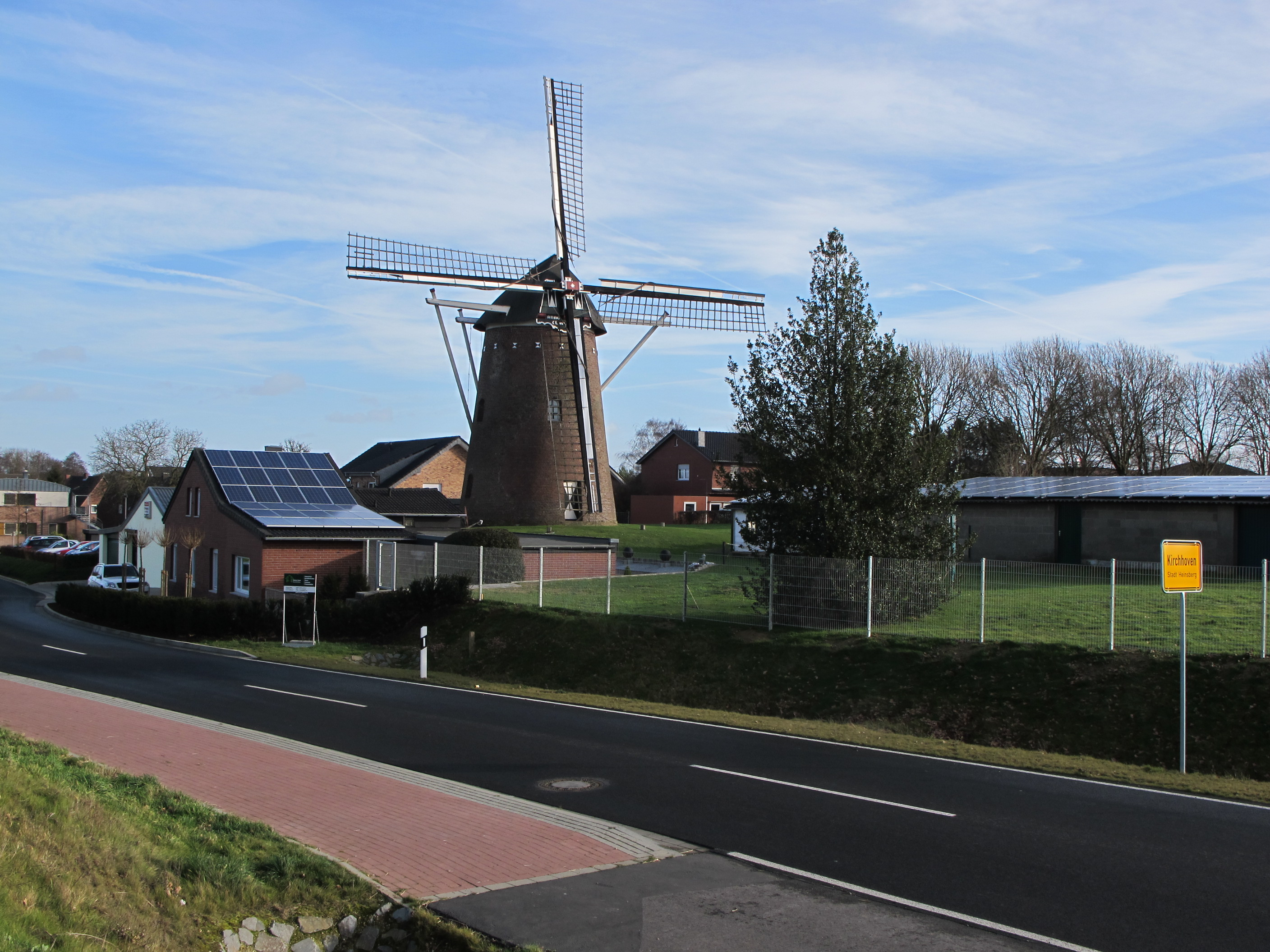
Ansicht von der Straße

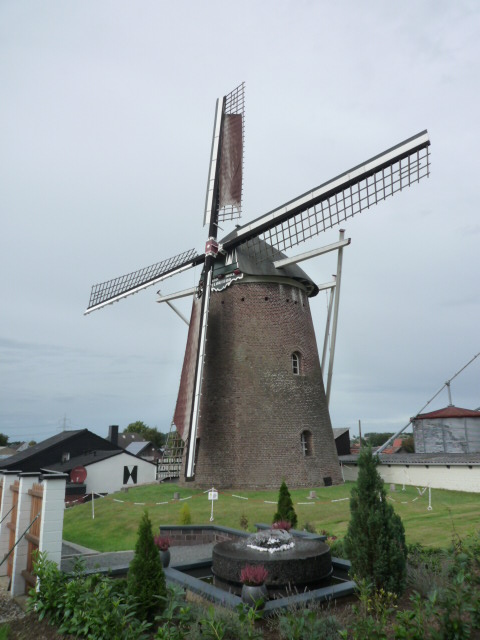
Ansicht von Südwesten

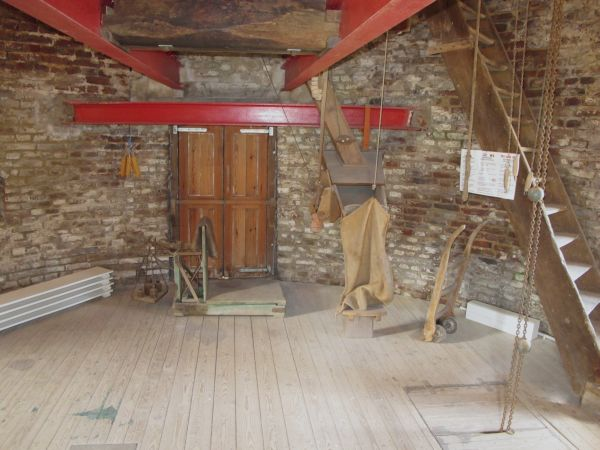
Mehlboden

Einsetzen des Müllers als Bürgermeister 1945

Schnittbild der Mühle, heute

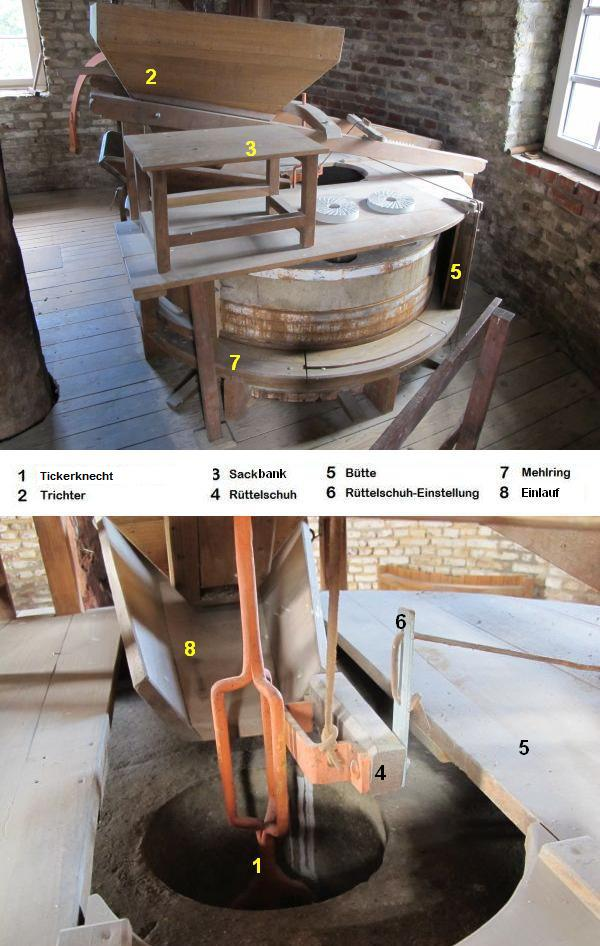
Der Mahlgang heute, erbaut 1982

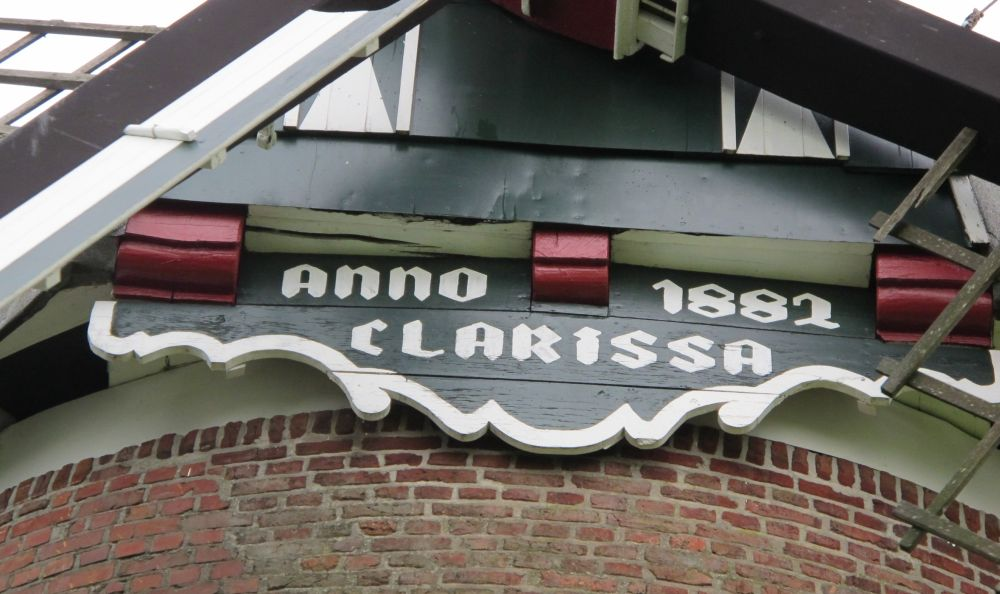
Das Schmuckbrett seit 1982

Die Windmühle Clarissa ist ein Baudenkmal in Kirchhoven, einem Ortsteil von Heinsberg in Nordrhein-Westfalen, gelistet in der Liste der Baudenkmäler in Heinsberg und in der Liste der Windmühlen in Nordrhein-Westfalen. Sie liegt wie weitere drei Mühlen an der Selfkant-Mühlenstraße. Der Name Lümbacher Mühle ist entstanden, weil sie nahe dem Kirchhovener Ortsteil Lümbach steht. Heute gehört Kirchhoven inkl. Lümbach zur Stadt Heinsberg.

## Entstehung
Erbaut wurde die Lümbacher Mühle 1882 durch den Müller Nikolaus Geffers. Dessen Sohn Leonhard erlitt 1919 mit 51 Jahren in der Mühlenhaube einen Arbeitsunfall. Er geriet in die sich drehenden Zahnräder und wurde dadurch schwer verletzt. Zwei Wochen später verstarb er an den Folgen der erlittenen Verletzungen.

## Verkauf
Theo von Krüchten, Bruder von Leonhards – bereits 1910 verstorbener Frau Elisabeth – und Mündel der Kinder, verkaufte die Mühle mit 71 ar Ackerland für 13.000 Goldmark an den Breberener Müller Gerhard Krings. Aufgrund der Hyperinflation 1922/23 in Deutschland war das erzielte Geld später kaum noch etwas wert. Gerhard Krings und zwei seiner sechs Brüder erlernten den Müllerberuf des Vaters. Krings heiratete im August 1919 Maria Agnes Schmitz aus Selsten.
An die Mühle baute er zusammen mit seiner Frau ein Wohnhaus, eine Scheune und Ställe für das Vieh. Außerdem betrieben sie noch Landwirtschaft. Da der Mahlbetrieb mit Wind alleine nicht mehr ausreichte, wurde die Mühle mit einem Benzinmotor und später mit einem Elektromotor ausgerüstet. Im sogenannten Mühlenkeller, in dieser Mühle auf Straßenniveau, war ein Mahlgang mit bretonischen Mahlsteinen für Weizenmehl eingebaut; ein weiterer Mahlgang zum Schroten von Brot- und Futtergetreide sowie eine Schälmaschine für Hafer und Gerste. Außer diesen befand sich dort eine „Quetsche“ zum Herstellen von Haferflocken. Im darüber liegenden Geschoss – dem Mehlboden – stand die „Reinigung“, um das geschälte Getreide von Spelzen zu trennen.

## Kriegsjahre
Zum Ende des Zweiten Weltkrieges wollten die abrückenden deutschen Truppen den Mühlenturm sprengen, um ihn nicht als Artilleriebeobachtungsturm den nachstoßenden Briten und Amerikanern zu überlassen. Nur den Überredungskünsten des Müllers war es zu verdanken, dass die Mühle als versorgungswichtige Einrichtung für die Landbevölkerung erhalten blieb.
Am 24. Januar 1945 hatte die Divisionsartillerie der brit. 52. Infanteriedivision mit Artilleriefeuer u. a. die deutschen Mörserstellungen ausgeschaltet und dabei wurde die Mühle durch 49 indirekte Artillerietreffer (Splitterwirkung) beschädigt. Am 25. Januar – nachdem die letzten deutschen Truppenteile das Kampfgebiet in Richtung Rur verlassen hatten – war in und um Kirchhoven der Zweite Weltkrieg so gut wie zu Ende.
Der von der alliierten Militärverwaltung eingesetzte amerikanische Pionieroberleutnant Salomon setzte Müller Krings am 27. Februar 1945 mit List und einem schriftl. Befehl als Bürgermeister von Kirchhoven ein. Damit zwang er ihn, sein Getreide der Bevölkerung von Kirchhoven kostenlos zur Verfügung zu stellen. So wurde die Versorgung zum Ende des Zweiten Weltkrieges verbessert.

## Renovierung
Hundert Jahre nach dem Bau der Mühle erfolgten dringend notwendige Reparaturen, da Haube, Flügelwerk und der verbliebene Mahlgang aufgrund des Alters erneuerungsbedürftig waren. Im November 1982 wurden die alten Flügel abgenommen und im März 1983 wurde mit den Arbeiten in und an der Mühle begonnen. Nach Ausbesserung des Mauerwerks mit Feldbrandsteinen wurde der Turm mit einem wetterfesten Anstrich versehen, der später jedoch wieder entfernt werden musste. Die drehbare Mühlenhaube wurde im Juni 1983 abgehoben. Teilweise konnte das über hundert Jahre alte Eichenholz ausgebessert und wiederverwendet werden. Innen wurde ein neuer Mahlgang mit Kunststeinen eingebaut.
Am 30. September 1983 wurde die 15 t schwere, neue Haube mit einem Autokran aufgesetzt. Die neuen Flügel, bei einer Länge von etwa 23 m nicht leicht zu bändigen, wurden am 11. Oktober eingezogen. Am 3. Januar 1984 haben sich die damals neuen Segelgatterflügel dann zum ersten Mal gedreht.

## Namensgebung
Josef Tümmers, der Eigentümer und letzte gewerblich arbeitende Müller, hielt seine Mühle bis zu seinem Tod 1998 immer in Schuss. Er gab ihr den Namen seiner Enkeltochter „Clarissa“. Damit ist diese Mühle eine von wenigen Windmühlen überhaupt, die einen Personennamen tragen.

## Nutzung heute
Die Mühle wurde seit 1919, als Gerhard Josef Krings die Mühle von Nikolaus Geffers kaufte, mangels männlicher Nachkommen jeweils an die Tochter weitergegeben.
Die älteste Tochter des letzten Müllers Josef Tümmers, ist die jetzige Eigentümerin der Mühle. Sie kümmert sich – mit Hilfe ihrer Familie und der freiwilligen Müller – um den Fortbestand der Mühle.
Nachdem 2007 der „Verein Historische Mühlen im Selfkant e.V.“ gegründet wurde, konnte mit Hilfe der freiwilligen Müller der Zustand aller vier Windmühlen im westlichen Teil des Kreises Heinsberg immer weiter verbessert werden. Seit 2009 werden interessierte Vereinsmitglieder durch niederländische Lehrer zu freiwilligen Müllern ausgebildet, um die Mühlen auch zukünftig sach- und fachgerecht betreiben zu können. Auch das Mahlen von Getreide wird seit 2012 wieder durchgeführt.
Die Lümbacher Mühle wird von Anfang März bis Ende November jeden Freitag von 14 bis 17 Uhr betrieben und ist für Besucher geöffnet. Neben der Mühle ist ein kleines Museum eingerichtet, wo die gesamte Geschichte anhand von Bildern, Dokumenten, Ausstellungsstücken und Kuriositäten nahegebracht wird.

## Besichtigungen / Führungen / Vorführungen
Besucher können die Mühle nach Absprache mit den Eigentümern besichtigen.

## Feste Termine
Die Mühle nimmt jedes Jahr an wiederkehrenden Veranstaltungen teil, an denen sie für Besucher geöffnet ist. Den Besuchern wird die Technik vorgeführt und die Geschichte erzählt.
Das sind:
- Deutscher Mühlentag – alljährlich am Pfingstmontag
- Tag des offenen Denkmals – jeweils am 2. Septembersonntag

## Einzelnachweis
1. ↑  Mühlenführungen & Besichtigungen, muehlenverein-selfkant.de, abgerufen am 20. März 2023

Koordinaten: 51° 4′ 39″ N, 6° 3′ 48″ O